# Сінгапур на зимових Олімпійських іграх 2018
Сінгапур на XXIII зимових Олімпійських іграх, які проходили з 9 по 25 лютого 2018 в Пхьончхані (Південна Корея), була представлена 1 спортсменкою в 1 виді спорту (шорт-трек). Сінгапур вперше взяв участь у зимових Олімпійських іграх.

## Спортсмени
| Вид спорту | Чоловіки | Жінки | Всього |
| ---------- | -------- | ----- | ------ |
| Шорт-трек  | 0        | 1     | 1      |
| Всього     | 0        | 1     | 1      |

## Шорт-трек
| Спортсмен | Дисципліна    | Гіт      | Гіт   | Півфінал   | Півфінал   | Фінал      | Фінал      |
| Спортсмен | Дисципліна    | Час      | Місце | Час        | Місце      | Час        | Місце      |
| --------- | ------------- | -------- | ----- | ---------- | ---------- | ---------- | ---------- |
| Шеєнн Гох | Жінки, 1500 м | 2:36.971 | 5     | Не пройшла | Не пройшла | Не пройшла | Не пройшла |